# Řád Pákistánu
Řád Pákistánu (urdsky: نشان پاکستان, Nishan-e-Pakistan) je pákistánské státní vyznamenání. Řád byl založen roku 1957 a udílen je za služby zemi a národu.

## Historie a pravidla udílení
Řád byl založen dne 19. března 1957. Podobně jako u dalších vyznamenání, je jeho udílení vysoce regulovanou a prestižní záležitostí a je udílen výhradně za významné služby zemi, mezinárodnímu společenství a za zásluhy o rozvoj mezinárodních vztahů. Podobně jako u dalších civilních pákistánských vyznamenání se i u tohoto řádu jeho udělení každoročně vyhlašuje 14. srpna. K jeho udělení pak dochází 23. března následujícího roku. Vyznamenání mohou za svým jménem používat postnominální písmena NPk. Vzhled řádu se během jeho existence měnil dvakrát a to v roce 1975 a 1986. V roce 1986 byla také k řádu přidána třída řetězu.

## Třídy
Řád byl udílen ve čtyřech třídách. V roce 1986 byla k řádu přidána nejvyšší třída řetězu.
- řetěz – Řádový odznak se nosí na řetězu kolem krku.
- řád Pákistánu (Nishan-e-Pakistan) – Řádový odznak se nosí na široké stuze spadající z pravého ramene na protilehlý bok. Řádová hvězda o průměru 80 mm se nosí nalevo na hrudi.[1]
- půlměsíc Pákistánu (Hilal-e-Pakistan) – Řádový odznak se nosí na stuze kolem krku. Řádová hvězda se nosí nalevo na hrudi.
- hvězda Pákistánu (Sitara-e-Pakistan) – Řádový odznak se nosí na stuze kolem krku. Řádová hvězda této třídě již nenáleží.
- medaile (Tamgha-e-Pakistan) – Řádový odznak se nosí na stuze nalevo na hrudi.

## Insignie

### Typ I (1957–1975)
Řádový odznak měl podobu zlaté deseticípé hvězdy. Uprostřed byl kulatý medailon se zeleně smaltovaným okrajem. V medailonu byl barevně smaltovaný státní znak Pákistánu. Ke stuze byl připojen pomocí přechodového článku v podobě zlatého půlměsíce a pěticípé hvězdy.
Nejnižší třída řádu, medaile, byla bronzová, bez smaltu a měla podobu středového medailonu odznaků vyšších tříd.
V případě I. třídy byla stuha bílá se zelenými okraji. U druhé třídy byl uprostřed navíc jeden úzký zelený pruh, u třetí třídy dva úzké pruhy uprostřed a u čtvrté třídy tři úzké zelené pruhy.

### Od roku 1986
Řádový odznak má tvar zlaté sedmicípé hvězdy s cípy zeleně smaltovanými se zlatým lemováním. Na cípech je symbol zlatého půlměsíce a pěticípé hvězdy. Mezi cípy jsou shluky po třech špičatých paprscích pokrytých bílým smaltem. Uprostřed je medailon ve tvaru sedmiúhelníku s konkávními stěnami se zeleně smaltovaným lemováním. Uprostřed je kulatý zlatý medailon se smaltovaným vyobrazením státního znaku Pákistánu.
Řádový řetěz se skládá z oválných medailonků, které jsou spolu spojeny dvojitým řetízkem. Uprostřed je větší medailon s vyobrazením státního znaku. K tomuto článku se připojuje řádový odznak.
Řádová hvězda se svým vzhledem shoduje s řádovým odznakem, je pouze větší.
Stuha je zelená se dvěma bílými pruhy.